# Pasing-Obermenzing
Pasing-Obermenzing, Stadtbezirk 21 Pasing-Obermenzing – 21. okręg administracyjny Monachium, w Niemczech, w kraju związkowym Bawaria. W 2013 roku okręg zamieszkiwało 48 945 mieszkańców.